# 계절
계절(季節) 또는 철은 한 해를 기상, 생태학, 그리고 특정 지역의 낮 시간의 변화를 기반으로 나눈 것이다. 지구에서 계절은 태양을 도는 지구의 기울어진 궤도의 자전축의 평행성 결과이다. 온대 및 극지방에서는 계절이 지구 표면에 도달하는 햇빛의 강도 변화로 나타나며, 이러한 변화로 인해 동물은 겨울잠을 자거나 이동하고 식물은 휴면할 수 있다. 다양한 문화권에서는 지역적 변화를 기반으로 계절의 수와 특성을 정의하며, 따라서 현대 및 역사적으로 다양한 계절 정의가 존재한다.
북반구는 5월, 6월, 7월에 가장 직접적인 햇빛을 받으며(따라서 6월에 하지제를 전통적으로 기념함), 이는 북반구가 태양을 향하기 때문이다. 남반구는 11월, 12월, 1월에 그러하다. 지구의 자전축 기울기 때문에 달 동안 태양이 하늘에 더 높이 떠서 일사량이 증가한다. 계절 지연 때문에 북반구에서는 6월, 7월, 8월이 가장 따뜻한 달이고 남반구에서는 12월, 1월, 2월이 가장 따뜻한 달이다.
온대 및 준극 지역에서는 일반적으로 그레고리력에 기반한 4계절이 인식된다: 봄, 여름, 가을, 겨울. 생태학자들은 고정된 역법 날짜에 얽매이지 않는 온대 기후 지역에 대해 여섯 계절 모델을 자주 사용한다: 초봄, 봄, 한여름, 늦여름, 가을, 겨울. 많은 열대 지역은 두 계절을 가진다: 장마/습윤 계절과 건기. 일부 지역은 세 번째 시원하고 온화하거나 하르마탄 계절을 가진다. "계절"은 또한 허리케인 시즌, 토네이도 시즌, 산불 시즌과 같은 중요한 생태학적 사건의 시기에 의해 결정될 수도 있다. 역사적으로 중요한 몇 가지 예로는 고대 이집트의 계절—홍수, 성장, 저수—이 있는데, 이는 이전 나일강의 연간 범람에 의해 정의되었다.
계절은 종종 농업 사회에 특별한 의미를 지닌다. 이들의 삶은 파종과 수확 시기를 중심으로 돌아가며, 계절의 변화는 종종 의식과 함께한다. 계절의 정의 또한 문화적이다. 인도에서는 고대부터 현재까지 농업 및 무역 목적을 위해 남부 아시아 종교 또는 문화 달력에 기반한 6개의 계절 또는 리투가 인식되고 식별된다.

## 원인과 영향

### 자전축의 평행성

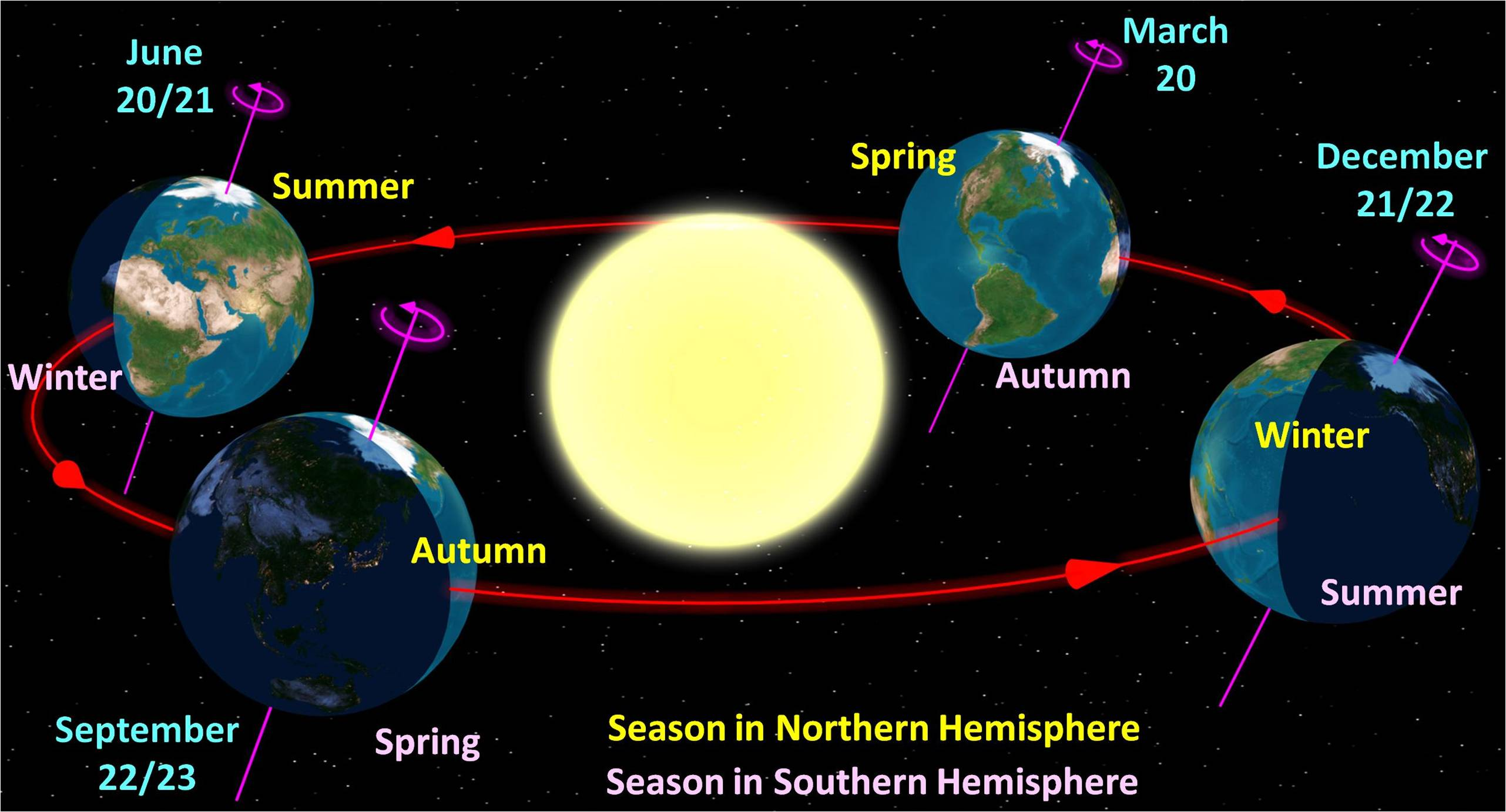
자전축의 평행성은 지구(및 우주의 다른 대부분의 궤도 물체)의 특징으로, 자전축의 방향이 궤도를 도는 동안 자체에 평행하게 유지된다.

지구의 궤도는 대략적인 자전축의 평행성을 나타내며, 일년 내내 북극성 방향을 유지한다. 이것은 오른쪽 그림에서 보듯이 지구의 계절이 나타나는 주요 이유 중 하나이다. 자전축의 세차운동이라고 알려진 자전축 방향의 미세한 변화는 26,000년에 걸쳐 발생하므로 현대 인간 문명에서는 감지하기 어렵다.

### 자전축 기울기

이 다이어그램은 북반구의 동지점 무렵 지구의 자전축 기울기가 들어오는 햇빛과 어떻게 정렬되는지 보여준다. 하루 중 시간과 관계없이 (즉, 지구의 자전에 관계없이) 북극점은 어둡고 남극점은 밝혀진다; 또한 북극 겨울을 보라. 입사광의 밀도 외에도, 대기에서의 빛의 흩어지기는 빛이 얕은 각도로 떨어질 때 더 크다.

계절은 지구의 자전축이 기울어져 궤도면에 대해 약 23.4 도의 각도를 이루고 있기 때문에 발생한다. (이 기울기는 "황도의 경사"라고도 알려져 있다.)
일년 중 언제든지 북반구와 남반구는 항상 반대되는 계절을 경험한다. 이는 여름이나 겨울 동안 지구의 한 부분이 다른 부분보다 태양 광선에 더 직접적으로 노출되고, 이러한 노출이 지구가 궤도를 돌면서 번갈아 나타나기 때문이다.
대략 반년 동안 (약 3월 20일에서 9월 22일까지), 북반구는 태양을 향해 기울어지며, 최대 기울기는 약 6월 21일에 발생한다. 나머지 반년 동안은 같은 현상이 북반구 대신 남반구에서 발생하며, 최대 기울기는 12월 21일경에 발생한다. 태양이 적도에 직접적으로 수직으로 비추는 두 순간은 분점이다. 또한 이 순간에 지구의 북극점과 남극점 모두 명암 경계선에 정확히 위치하며, 따라서 낮과 밤이 두 반구에 고르게 분할된다. 춘분 무렵, 북반구는 봄을 경험하며 낮 시간이 길어지고, 남반구는 가을을 경험하며 낮 시간이 짧아진다.
자전축 기울기의 효과는 낮 길이와 천문학적 정오 (태양의 정중)에 태양의 고도 변화로 관찰된다. 겨울철 태양의 낮은 각도는 들어오는 태양 복사선이 지구 표면의 더 넓은 영역에 퍼져 빛이 더 간접적이고 강도가 낮다는 것을 의미한다. 이 효과와 짧은 낮 시간 사이에서 지구의 자전축 기울기는 양반구의 기후에서 계절적 변화의 대부분을 설명한다.

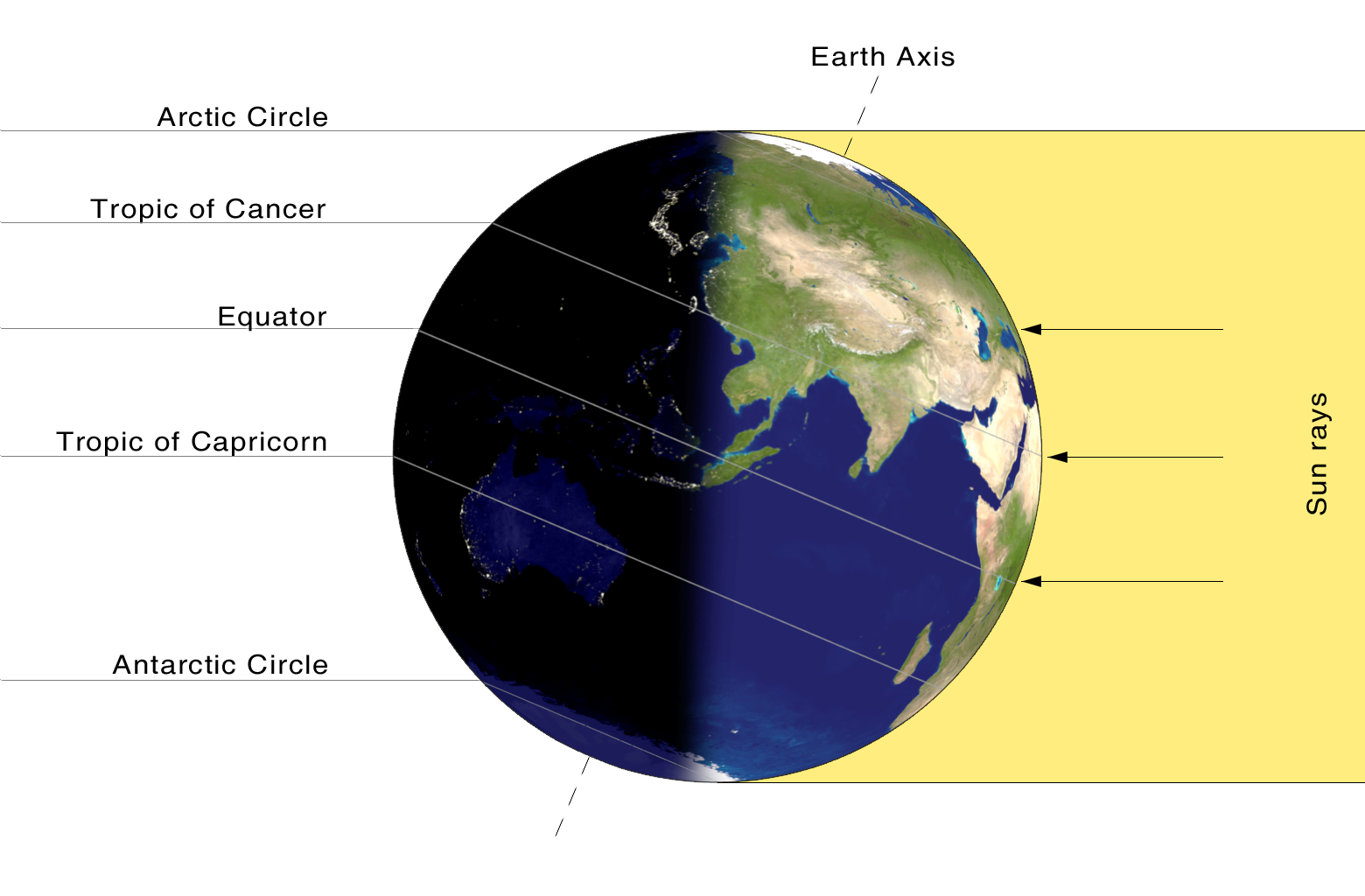
북반구 하지점에서의 태양에 의한 지구의 조명
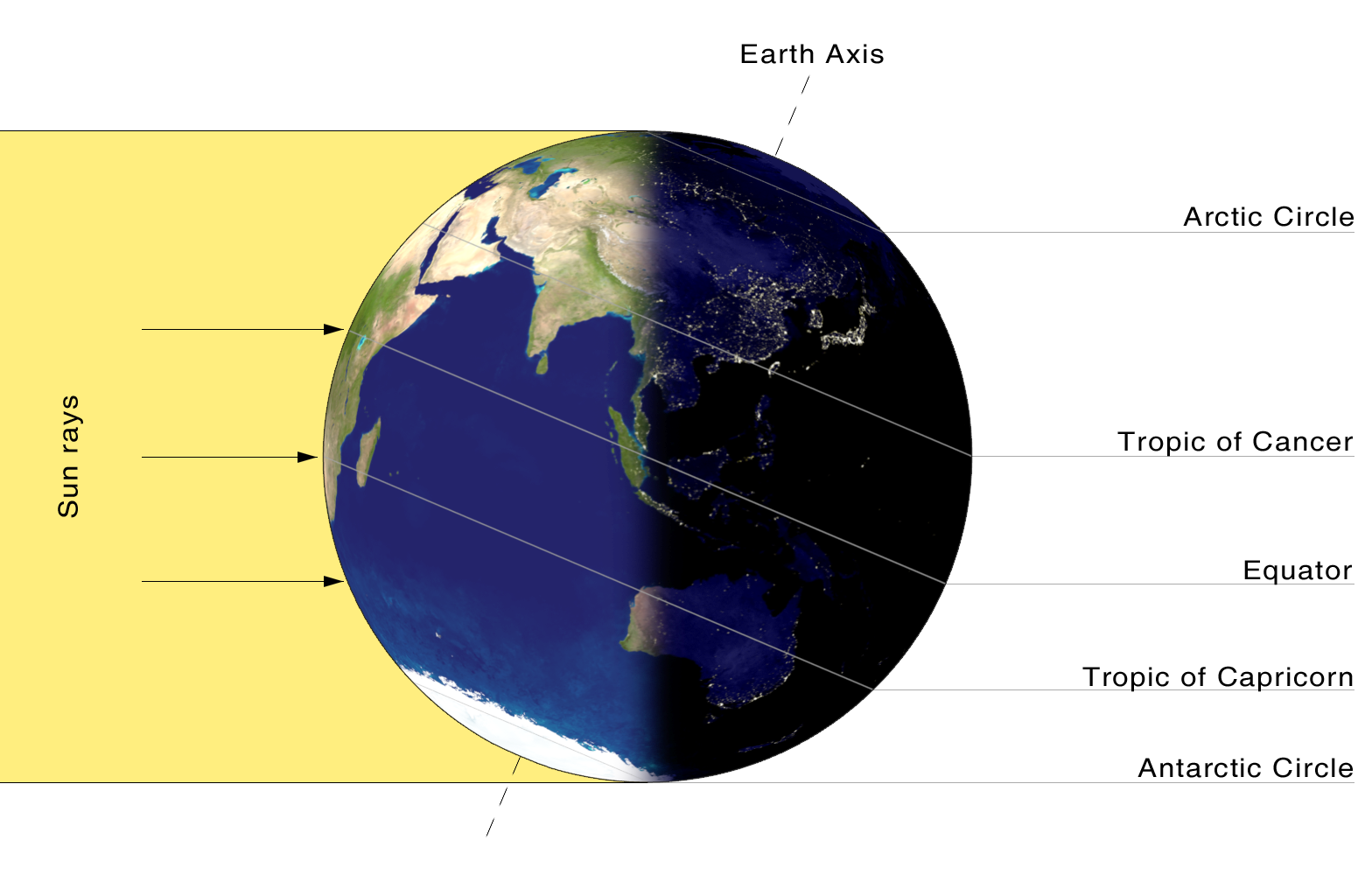
남반구 동지점에서의 태양에 의한 지구의 조명
천문학적 계절이 변할 때마다 지구의 조명
- UTC+02:00에서 태양을 바라보는 지구의 일일 애니메이션으로, 지점과 변하는 계절을 보여줌
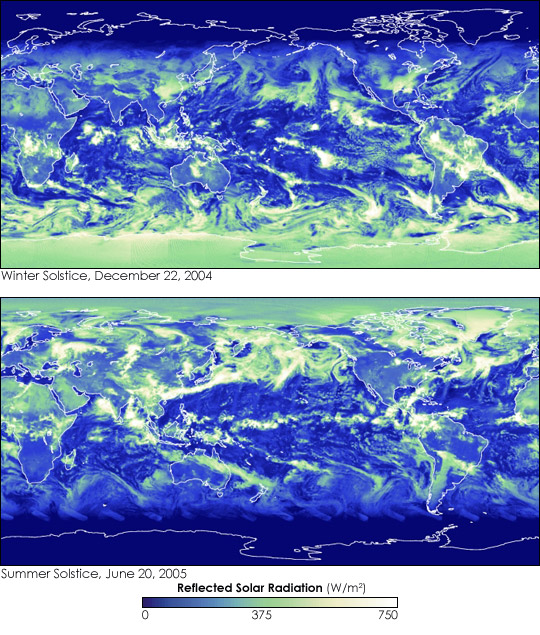
남반구와 북반구 하지를 각각 나타내는 반사된 햇빛의 양 (와트 / m2)을 보여주는 두 이미지

### 타원형 지구 궤도
자전축의 평행성 및 자전축 기울기에 비해 다른 요인들은 계절별 온도 변화에 거의 기여하지 않는다. 계절은 지구의 타원 궤도로 인한 태양까지의 거리 변화의 결과가 아니다. 사실 지구는 1월에 근일점 (태양에 가장 가까운 궤도점)에 도달하고, 7월에 원일점 (태양에서 가장 먼 점)에 도달하므로, 궤도 이심률의 미미한 기여는 북반구 계절의 온도 추세에 반대된다. 일반적으로 궤도 이심률이 지구 계절에 미치는 영향은 수신되는 햇빛의 7% 변동이다.
궤도 이심률은 온도에 영향을 미칠 수 있지만, 지구에서는 그 효과가 미미하며 다른 요인들에 의해 상쇄된다. 연구에 따르면 지구 전체는 태양에서 더 멀리 떨어져 있을 때 실제로 약간 더 따뜻하다. 이는 북반구가 남반구보다 육지가 더 많고, 육지가 바다보다 더 쉽게 따뜻해지기 때문이다.
지구의 타원 궤도로 인한 남반구의 겨울과 여름의 현저한 강화는 남반구의 풍부한 물에 의해 완화된다.

### 해양 및 반구
계절별 기상 변동 (변화)은 또한 대양, 이 대양의 해류, 엘니뇨/ENSO 및 기타 해양 주기, 그리고 지배적인 바람과 같은 요인에 따라 달라진다.
온대 및 극지방에서는 계절이 햇빛의 양 변화로 나타나며, 이는 다시 식물의 휴면과 동물의 겨울잠 주기를 유발한다. 이러한 효과는 위도와 수역에 대한 근접성에 따라 달라진다. 예를 들어, 남극점은 남극 대륙의 한가운데에 있으므로 남극해의 완화 효과에서 상당히 멀리 떨어져 있다. 북극점은 북극해에 있으며, 따라서 극심한 기온은 물에 의해 완화된다. 그 결과 남극점은 남반구 겨울 동안 북극점보다 지속적으로 더 춥다.
한 반구의 극지 및 온대 지역의 계절 주기는 다른 반구의 계절 주기와 반대이다. 북반구에 여름이면 남반구는 겨울이고, 그 반대도 마찬가지다.

### 열대 지방

특히 눈 덮개의 계절적 차이를 보여주는 연간 애니메이션

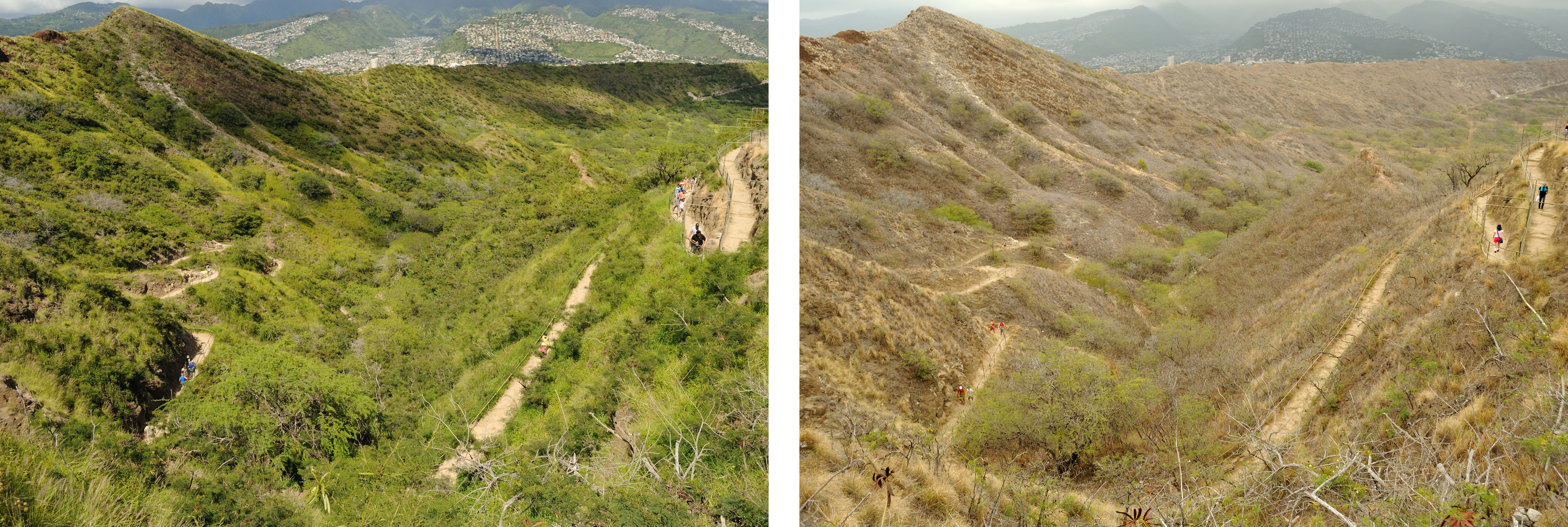
우기와 건기

열대 및 (덜하지만) 아열대 지역은 지구의 적당한 23.4도 기울기가 태양 광선의 강도에 연간 눈에 띄게 영향을 미치지 못하기 때문에 햇빛과 온도의 연간 변동이 거의 없다. 지점과 분점 사이의 미미한 차이는 적도 수렴대 (ICZ)라고 불리는 습한 저기압 벨트를 따라 계절적 변화를 일으킨다. 그 결과, 강수량은 평균 온도보다 훨씬 더 극적으로 변하는 경향이 있다. ICZ가 적도 북쪽에 있을 때, 북쪽 열대 지방은 우기를 경험하는 반면 남쪽 열대 지방은 건기를 가진다. 이 패턴은 ICZ가 적도 남쪽으로 이동할 때 역전된다.

### 중위도 열 지연
기상학적 용어로 지점 (최대 및 최소 일사량)은 여름과 겨울의 한가운데에 오지 않는다. 이 계절의 정점은 계절 지연 때문에 최대 7주 후에 발생한다. 그러나 계절은 항상 기상학적 용어로 정의되는 것은 아니다.
천문학적으로 낮 시간만으로 계산하면, 지점과 분점은 해당 계절의 한가운데에 있다. 대양의 열 흡수 및 방출로 인한 계절 지연 때문에, 북반구에 주로 분포하는 대륙성 기후를 가진 지역에서는 이 네 날짜를 계절의 시작으로 간주하며, 크로스 쿼터 데이를 계절의 중간점으로 간주한다. 지구의 타원 궤도와 그 궤도를 따라가는 다른 속도 때문에 이 계절의 길이는 균일하지 않다.

## 4계절 구분

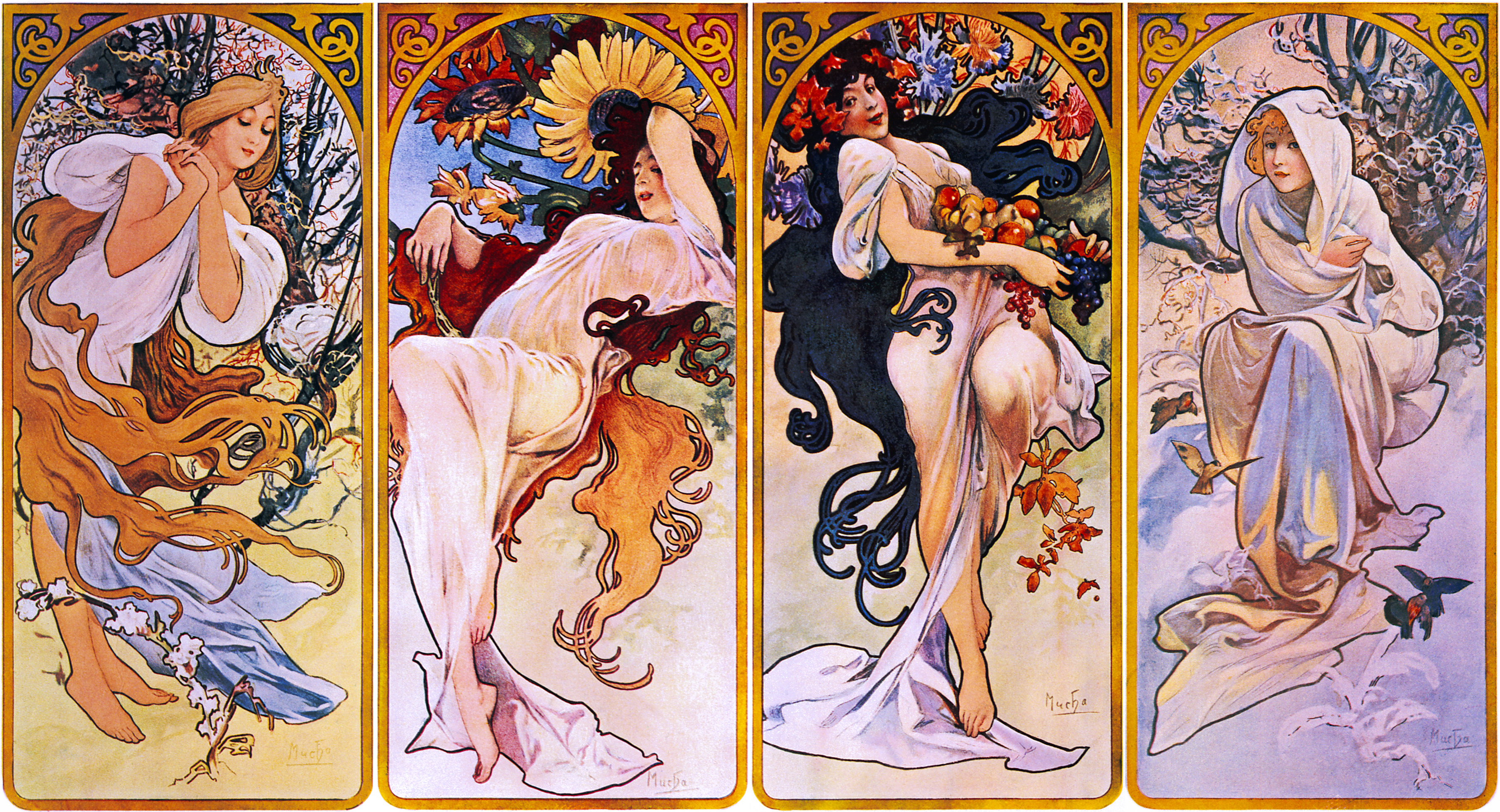
알폰스 무하의 사계절 (1897)

대부분의 역법 기반 분할은 가장 따뜻하고 가장 추운 계절을 구분하기 위해 4계절 모델을 사용하며, 이들은 두 개의 중간 계절에 의해 추가로 분리된다. 역법 기반 계산은 계절을 절대적인 용어가 아닌 상대적인 용어로 정의하므로, 전통적으로 꽃이 봄과 여름과 관련되어 있음에도 불구하고, 꽃 활동이 정기적으로 관찰되더라도 가장 추운 분기는 겨울로 간주된다. 주요 예외는 이미 언급했듯이 겨울 계절이 관찰되지 않는 열대 지방이다.
네 계절은 적어도 로마 시대부터 사용되었으며, 바르로의 농업론에서와 같다. 바르로는 봄, 여름, 가을, 겨울이 각각 물병자리, 황소자리, 사자자리, 전갈자리를 태양이 통과하는 23일째에 시작한다고 말한다. 그가 글을 쓰기 9년 전, 율리우스 카이사르가 역법을 개혁했기 때문에, 바르로는 2월 7일, 5월 9일, 8월 11일, 11월 10일을 봄, 여름, 가을, 겨울의 시작일로 지정할 수 있었다.

### 공식적
앞서 언급했듯이, 다양한 날짜와 심지어 정확한 시간이 다른 국가나 지역에서 역법 계절의 변화를 표시하는 데 사용된다. 이러한 관례는 날씨나 기후가 모순될 때조차도 지역 또는 전국 언론에서 해당 지역 내에서 "공식적"으로 선언되는 경우가 많다. 이것들은 주로 관습의 문제이며, 일반적으로 적도 북쪽이나 남쪽의 정부에 의해 민간 목적으로 선포되지 않는다.

### 기상학적

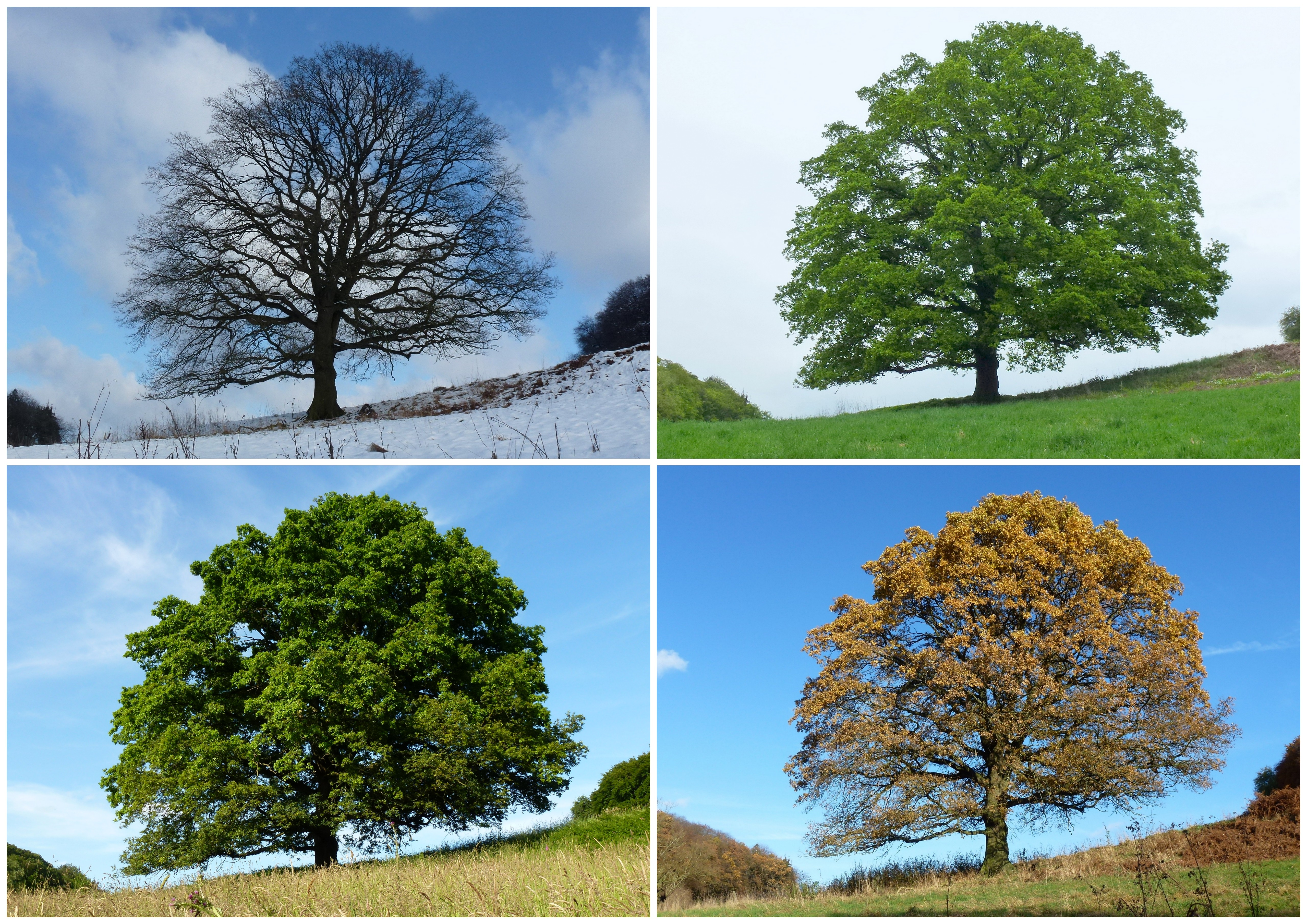
4개의 온대 및 준극 계절: (위) 겨울, 봄, (아래) 여름, 가을

기상학적 계절은 온도로 계산되며, 여름은 일년 중 가장 더운 4분의 1 기간이고 겨울은 가장 추운 4분의 1 기간이다. 1780년에 초기 국제 기상 조직이었던 Societas Meteorologica Palatina (1795년에 폐지됨)는 계절을 그레고리력에 따라 세 개의 완전한 달로 묶어서 정의했다.
이 정의에 따르면 북반구 온대 지역의 경우 봄은 3월 1일에 시작하고, 여름은 6월 1일에, 가을은 9월 1일에, 겨울은 12월 1일에 시작한다. 남반구 온대 지역의 경우 봄은 9월 1일에 시작하고, 여름은 12월 1일에, 가을은 3월 1일에, 겨울은 6월 1일에 시작한다. 오스트랄라시아에서는 기상학적 계절 용어가 뉴질랜드 전역, 뉴사우스웨일스주, 빅토리아주, 태즈메이니아주, 사우스오스트레일리아주의 남동부, 웨스턴오스트레일리아주의 남서부, 그리고 브리즈번 남쪽의 남동부 퀸즐랜드주 지역을 차지하는 온대 지역에 적용된다.
| 북반구 | 남반구 | 시작일   | 종료일                   |
| ------ | ------ | -------- | ------------------------ |
| 봄     | 가을   | 3월 1일  | 5월 31일                 |
| 여름   | 겨울   | 6월 1일  | 8월 31일                 |
| 가을   | 봄     | 9월 1일  | 11월 30일                |
| 겨울   | 여름   | 12월 1일 | 2월 28일 (윤년이면 29일) |

스웨덴과 핀란드에서는 기상학자들과 언론 매체들이 일평균 기온을 기준으로 정의되는 열적 계절 개념을 사용한다. 봄의 시작은 일평균 기온이 영하 0°C 이상으로 영구적으로 상승할 때로 정의된다. 여름의 시작은 기온이 영하 10°C 이상으로 영구적으로 상승할 때, 가을은 기온이 영하 10°C 아래로 영구적으로 떨어질 때, 겨울은 기온이 영하 0°C 아래로 영구적으로 떨어질 때로 정의된다. 핀란드에서는 "영구적으로"는 일평균 기온이 7일 연속으로 정의된 한계 이상 또는 이하로 유지될 때로 정의된다. (스웨덴에서는 계절에 따라 일수가 5일에서 7일까지 다양하다.) 이는 두 가지를 의미한다.
- 계절은 정해진 날짜에 시작하지 않으며 관찰에 의해 결정되어야 하며 사후에만 알 수 있다.
- 계절은 나라의 다른 지역에서 다른 날짜에 시작한다.

| 지표면 기온                                                                                         | 지표면 기온                                     |
| --------------------------------------------------------------------------------------------------- | ----------------------------------------------- |
| |                                                 |
| 다이어그램은 매월 21일을 가로축으로 하여 계산되었다. Jones et al.이 발표한 자료를 기반으로 한 계산. | 그림은 Jones et al.이 발표한 그림 7을 보여준다. |

인도 기상청(IMD)은 4가지 기후 계절을 지정한다.
- 겨울: 12월부터 2월까지. 연중 가장 추운 달은 12월과 1월로, 북서부의 기온은 평균 10–15 °C (50–59 °F) 정도이며, 적도 쪽으로 갈수록 기온이 상승하여 인도 본토 남동부에서는 20–25 °C (68–77 °F) 정도까지 최고조에 달한다.
- 여름 또는 몬순 전 계절: 3월부터 5월까지 지속된다. 서부 및 남부 지역에서는 4월이 가장 더운 달이며, 인도 북부 지역에서는 5월이 가장 더운 달이다. 대부분 내륙 지역의 평균 기온은 32–40 °C (90–104 °F) 정도이다.
- 몬순 또는 우기 계절: 6월부터 9월까지 지속된다. 이 계절은 습한 남서 여름 몬순이 지배하며, 5월 말 또는 6월 초에 시작하여 서서히 전국을 휩쓴다. 몬순 비는 10월 초에 북인도에서 물러나기 시작한다. 남인도는 일반적으로 더 많은 비가 내린다.
- 몬순 후 또는 가을 계절: 10월부터 11월까지 지속된다. 인도 북서부에서는 10월과 11월이 보통 구름 한 점 없다. 타밀나두주는 연간 강수량의 대부분을 북동 몬순 계절에 받는다.

중국에서는 평균 기온이 10°C 이하인 기간을 겨울로, 평균 기온이 22°C 이상인 기간을 여름으로 간주하는 일반적인 온도 기반 계산법이 있다. 이는 상대적으로 극단적인 기후를 가진 지역(파라셀 제도 및 티베트고원 일부)은 일년 내내 여름이거나 일년 내내 겨울이라고 말할 수 있음을 의미한다.

### 천문학적
| 해   | 춘분점 (3월) | 춘분점 (3월) | 하지점 (6월) | 하지점 (6월) | 추분점 (9월) | 추분점 (9월) | 동지점 (12월) | 동지점 (12월) |
| 해   | 날짜         | 시간         | 날짜         | 시간         | 날짜         | 시간         | 날짜          | 시간          |
| ---- | ------------ | ------------ | ------------ | ------------ | ------------ | ------------ | ------------- | ------------- |
| 2010 | 20           | 17:32:13     | 21           | 11:28:25     | 23           | 03:09:02     | 21            | 23:38:28      |
| 2011 | 20           | 23:21:44     | 21           | 17:16:30     | 23           | 09:04:38     | 22            | 05:30:03      |
| 2012 | 20           | 05:14:25     | 20           | 23:09:49     | 22           | 14:49:59     | 21            | 11:12:37      |
| 2013 | 20           | 11:02:55     | 21           | 05:04:57     | 22           | 20:44:08     | 21            | 17:11:00      |
| 2014 | 20           | 16:57:05     | 21           | 10:51:14     | 23           | 02:29:05     | 21            | 23:03:01      |
| 2015 | 20           | 22:45:09     | 21           | 16:38:55     | 23           | 08:20:33     | 22            | 04:48:57      |
| 2016 | 20           | 04:30:11     | 20           | 22:34:11     | 22           | 14:21:07     | 21            | 10:44:10      |
| 2017 | 20           | 10:28:38     | 21           | 04:24:09     | 22           | 20:02:48     | 21            | 16:28:57      |
| 2018 | 20           | 16:15:27     | 21           | 10:07:18     | 23           | 01:54:05     | 21            | 22:23:44      |
| 2019 | 20           | 21:58:25     | 21           | 15:54:14     | 23           | 07:50:10     | 22            | 04:19:25      |
| 2020 | 20           | 03:50:36     | 20           | 21:44:40     | 22           | 13:31:38     | 21            | 10:02:19      |
| 2021 | 20           | 09:37:27     | 21           | 03:32:08     | 22           | 19:21:03     | 21            | 15:59:16      |
| 2022 | 20           | 15:33:23     | 21           | 09:13:49     | 23           | 01:03:40     | 21            | 21:48:10      |
| 2023 | 20           | 21:24:24     | 21           | 14:57:47     | 23           | 06:49:56     | 22            | 03:27:19      |
| 2024 | 20           | 03:06:21     | 20           | 20:50:56     | 22           | 12:43:36     | 21            | 09:20:30      |
| 2025 | 20           | 09:01:25     | 21           | 02:42:11     | 22           | 18:19:16     | 21            | 15:03:01      |
| 2026 | 20           | 14:45:53     | 21           | 08:24:26     | 23           | 00:05:08     | 21            | 20:50:09      |
| 2027 | 20           | 20:24:36     | 21           | 14:10:45     | 23           | 06:01:38     | 22            | 02:42:04      |
| 2028 | 20           | 02:17:02     | 20           | 20:01:54     | 22           | 11:45:12     | 21            | 08:19:33      |
| 2029 | 20           | 08:01:52     | 21           | 01:48:11     | 22           | 17:38:23     | 21            | 14:13:59      |
| 2030 | 20           | 13:51:58     | 21           | 07:31:11     | 22           | 23:26:46     | 21            | 20:09:30      |
| 2031 | 20           | 19:40:51     | 21           | 13:17:00     | 23           | 05:15:10     | 22            | 01:55:25      |
| 2032 | 20           | 01:21:45     | 20           | 19:08:38     | 22           | 11:10:44     | 21            | 07:55:48      |
| 2033 | 20           | 07:22:35     | 21           | 01:00:59     | 22           | 16:51:31     | 21            | 13:45:51      |
| 2034 | 20           | 13:17:20     | 21           | 06:44:02     | 22           | 22:39:25     | 21            | 19:33:50      |
| 2035 | 20           | 19:02:34     | 21           | 12:32:58     | 23           | 04:38:46     | 22            | 01:30:42      |
| 2036 | 20           | 01:02:40     | 20           | 18:32:03     | 22           | 10:23:09     | 21            | 07:12:42      |
| 2037 | 20           | 06:50:05     | 21           | 00:22:16     | 22           | 16:12:54     | 21            | 13:07:33      |
| 2038 | 20           | 12:40:27     | 21           | 06:09:12     | 22           | 22:02:05     | 21            | 19:02:08      |
| 2039 | 20           | 18:31:50     | 21           | 11:57:14     | 23           | 03:49:25     | 22            | 00:40:23      |
| 2040 | 20           | 00:11:29     | 20           | 17:46:11     | 22           | 09:44:43     | 21            | 06:32:38      |
| 2041 | 20           | 06:06:36     | 20           | 23:35:39     | 22           | 15:26:21     | 21            | 12:18:07      |
| 2042 | 20           | 11:53:06     | 21           | 05:15:38     | 22           | 21:11:20     | 21            | 18:03:51      |
| 2043 | 20           | 17:27:34     | 21           | 10:58:09     | 23           | 03:06:43     | 22            | 00:01:01      |
| 2044 | 19           | 23:20:20     | 20           | 16:50:55     | 22           | 08:47:39     | 21            | 05:43:22      |
| 2045 | 20           | 05:07:24     | 20           | 22:33:41     | 22           | 14:32:42     | 21            | 11:34:54      |
| 2046 | 20           | 10:57:38     | 21           | 04:14:26     | 22           | 20:21:31     | 21            | 17:28:16      |
| 2047 | 20           | 16:52:26     | 21           | 10:03:16     | 23           | 02:07:52     | 21            | 23:07:01      |
| 2048 | 19           | 22:33:37     | 20           | 15:53:43     | 22           | 08:00:26     | 21            | 05:02:03      |
| 2049 | 20           | 04:28:24     | 20           | 21:47:06     | 22           | 13:42:24     | 21            | 10:51:57      |
| 2050 | 20           | 10:19:22     | 21           | 03:32:48     | 22           | 19:28:18     | 21            | 16:38:29      |

온대 계절을 지정하는 기준으로 천문학적 시기를 사용하는 것은 고대 로마인들이 사용했던 율리우스력까지 거슬러 올라간다. 위에서 언급했듯이, 바르로는 봄, 여름, 가을, 겨울이 각각 물병자리, 황소자리, 사자자리, 전갈자리를 태양이 통과하는 23일째에 시작하며, (율리우스력에서) 이 날짜들은 2월 7일, 5월 9일, 8월 11일, 11월 10일이라고 썼다. 그는 봄, 여름, 가을, 겨울의 길이가 각각 91일 (윤년이 아닐 때), 94일, 91일, 89일로 같지 않다고 지적한다. 이 계절의 중간 지점은 3월 24일 또는 25일, 6월 25일, 9월 25일 또는 26일, 12월 24일 또는 25일이며, 이는 그의 시대의 분점과 지점과 가깝다.
플리니우스는 그의 박물지에서 두 분점과 두 지점을 언급하고 각 간격의 길이를 제시한다 (이 값들은 그의 시대에는 상당히 정확했지만, 근일점이 1월로 이동했기 때문에 더 이상 그다지 정확하지 않다). 그는 가을, 겨울, 봄, 여름의 계절을 이 간격의 중간에서 시작하는 것으로 정의한다. 그는 "1월 칼렌드 전 8일" (12월 25일)을 동지점 날짜로 제시하지만, 실제로는 그 당시 22일 또는 23일에 발생했다.
현재, 천문학적 시기는 겨울이 동지점에, 봄이 춘분에 시작하는 식으로 되어 있다. 이것은 전 세계적으로 사용되지만, 오스트레일리아, 뉴질랜드, 파키스탄, 러시아와 같은 일부 국가들은 기상학적 계산을 선호한다. 계절의 정확한 시기는 지점의 북회귀선과 남회귀선에 태양이 도달하는 정확한 시간과 분점의 적도를 태양이 통과하는 시간, 또는 이 시간에 가까운 전통적인 날짜에 의해 결정된다.
다음 다이어그램은 지구 타원 궤도의 지점선과 장축단선 사이의 관계를 보여준다. 궤도 타원(효과를 위해 과장된 이심률)은 6개의 지구 이미지 각각을 통과하는데, 이들은 순서대로 1월 2일에서 5일 사이의 근일점(근지점—태양에 가장 가까운 점), 3월 19, 20 또는 21일의 춘분점, 6월 20 또는 21일의 하지점, 7월 3일에서 6일 사이의 원일점(원지점—태양에서 가장 먼 점), 9월 22 또는 23일의 추분점, 그리고 12월 21 또는 22일의 동지점이다.

지구의 태양 주위 타원 궤도를 과장하여 그린 그림으로, 궤도 극점(원지점과 근지점)이 4개의 계절 극점(분점과 지점)과 같지 않음을 나타낸다.

이러한 "천문학적" 계절은 요하네스 케플러가 발견했듯이 지구 궤도의 타원형 특성 때문에 길이가 같지 않다. 춘분에서 하지까지는 현재 92.75일이 걸리고, 하지에서 추분까지는 93.65일, 추분에서 동지까지는 89.85일, 그리고 동지에서 춘분까지는 88.99일이 걸린다. 따라서 춘분에서 추분까지의 시간은 추분에서 춘분까지의 시간보다 7.56일 더 길다.

#### 역법 불일치로 인한 변동
분점과 지점의 시간은 현대 그레고리력에 고정되어 있지 않고, 매년 약 6시간씩 늦어져 4년마다 하루가 더해진다. 이는 윤년이 발생하면 다시 초기화된다. 그레고리력은 3월 춘분이 3월 21일 이후로 넘어가지 않도록 최대한 정확하게 설계되었다.
달력 춘분(부활절 계산에 사용됨)은 3월 21일로, AD 325년 니케아 공의회 당시의 부활절 표와 동일한 날짜이다. 따라서 달력은 천문학적 춘분이 3월 22일로 넘어가지 않도록 구성되어 있다. 니케아 공의회부터 개혁 시점까지, 500, 600, 700, 900, 1000, 1100, 1300, 1400, 1500년은 그레고리력에서는 윤년이 아니었을 것이며, 이는 9일이 더해지지만, 천문학자들은 10일을 제거하도록 지시했다. 이 때문에 (역산) 그레고리력은 서력 3세기의 율리우스력과 일치하며, 4세기가 아니다.
현재 가장 흔한 춘분 및 하지 날짜는 3월 20일, 6월 21일, 9월 22일 또는 23일, 12월 21일이다. 4년 평균은 한 세기가 진행됨에 따라 서서히 더 이른 시간으로 이동한다. 이 변화는 약 128년에 하루씩 (주로 그레고리력의 세기 "윤년" 규칙에 의해 보상된다) 발생한다. 2000년이 윤년이었으므로, 현재의 변화는 지난 세기 초부터 진행되어 왔으며, 당시 춘분과 하지는 비교적 늦었다. 이는 또한 20세기 많은 해에 3월 21일, 6월 22일, 9월 23일, 12월 22일이 훨씬 더 흔했음을 의미하며, 따라서 오래된 책에서는 (그리고 나이든 사람들은 여전히 기억할 수도 있는) 이 날짜들을 가르친다.
모든 시간은 UTC로 주어진다(대략적으로 말하면 그리니치 시간, 영국 일광 절약 시간대는 무시). 동쪽으로 더 멀리 사는 사람들(아시아와 오스트레일리아)은 현지 시간이 빠르므로 천문학적 계절이 겉보기에 더 늦게 시작되는 것을 본다. 예를 들어, 통가 (UTC+13)에서는 1999년 9월 24일에 춘분이 발생했는데, 이 날짜에는 2103년까지 다시 춘분이 오지 않을 것이다. 반면에 서쪽으로 멀리 사는 사람들(미국)은 시계가 UTC보다 늦으므로 3월 19일 일찍 춘분을 경험할 수도 있다.

#### 시간 경과에 따른 변화
수천 년 동안 지구의 자전축 기울기와 궤도 이심률은 변한다(밀란코비치 주기 참조). 분점과 지점은 별에 대해 서쪽으로 이동하는 반면, 근일점과 원일점은 동쪽으로 이동한다. 따라서 만년 후에는 지구의 북반구 겨울은 원일점에서, 북반구 여름은 근일점에서 발생할 것이다. 계절 변화의 심각성—지역별 여름과 겨울의 평균 기온 차이—또한 지구의 자전축 기울기가 22.1도에서 24.5도 사이로 변동하기 때문에 시간이 지남에 따라 변할 것이다.
달과 다른 행성들의 섭동으로 인해 시간의 작은 불규칙성이 발생한다.

### 태양

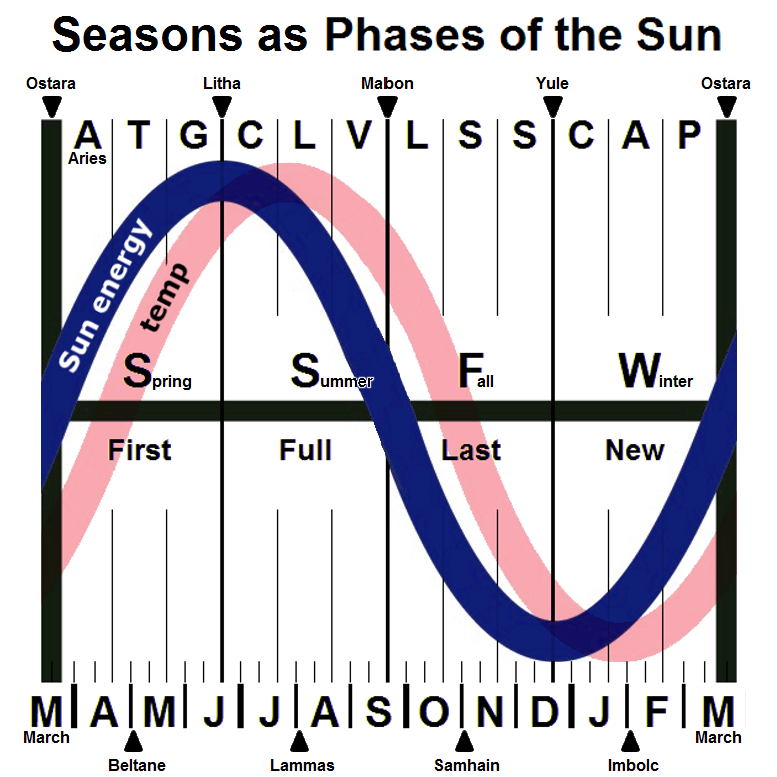
계절의 핵심 지점 (중간), 쿼터 데이 (위), 크로스 쿼터 데이 (아래) 및 달 (아래), 황도 12궁 (위)과 함께 일사량 (파란색으로 표시)의 연간 주기. 온도 주기 (분홍색으로 표시)는 계절 지연으로 인해 지연된다.

태양시계는 일사량을 기반으로 하며, 지점과 분점을 계절의 중간점으로 간주한다. 이는 로마 학자 바르로가 기술한 계절의 경우와 같았다(위 참조). 이것은 중세 유럽, 특히 켈트족에 의해 계절을 계산하는 방법이었고, 현재도 아일랜드와 일부 동아시아 국가에서 의례적으로 지켜지고 있다. 여름은 일사량이 가장 많은 분기, 겨울은 가장 적은 분기로 정의된다.
태양 계절은 크로스 쿼터 데이에 변하는데, 이는 기상학적 계절보다 약 3~4주, 분점과 지점에서 시작하는 계절보다 6~7주 빠르다. 따라서 가장 강한 햇빛을 받는 날은 "하지"로 지정되며, 이는 윌리엄 셰익스피어의 연극 한여름 밤의 꿈에서 하지를 배경으로 한다. 켈트 달력에 따르면, 계절의 시작은 네 가지 이교도 농업 축제와 일치한다. 겨울의 전통적인 첫날은 11월 1일(서우인, 할로윈의 켈트 기원)이다. 봄은 2월 1일(켈트 이몰륵)에 시작한다. 여름은 5월 1일(발타너, 오월제의 켈트 기원)에 시작한다. 가을의 첫날은 8월 1일(켈트 루너서)이다.
| 계절 | 시작일                      | 종료일             |
| ---- | --------------------------- | ------------------ |
| 겨울 | 11월 1일 (모든 성인 대축일) | 1월 31일           |
| 봄   | 2월 1일 (성 브리지드의 날)  | 4월 30일           |
| 여름 | 5월 1일 (오월제)            | 7월 31일           |
| 가을 | 8월 1일 (루너서)            | 10월 31일 (할로윈) |

#### 절기
중국의 전통 역법은 24절기를 기반으로 4계절을 가지며, 이 중 12절기는 중기(中氣)로, 나머지 12절기는 절기(節氣)로 알려져 있다. 이 기간들을 영어로는 "solar terms" 또는 "solar breaths"라고 총칭한다. 네 계절인 춘(春), 하(夏), 추(秋), 동(冬)—각각 "봄", "여름", "가을", "겨울"로 번역됨—은 각각 해당 지점이나 분점을 중심으로 한다. 천문학적으로 계절은 입춘 (약 2월 4일), 입하 (약 5월 6일), 입추 (약 8월 8일), 입동 (약 11월 8일)에 시작한다고 한다. 이 시스템은 동아시아 태음태양력의 다른 시스템의 기반을 형성한다.

## 6계절 구분
남아시아의 일부 달력은 여름과 겨울 사이에 한 개에서 세 개의 계절이 있는 6계절 구분을 사용한다. 날짜는 달의 일정한 간격으로 고정되어 있다.
열대 및 아열대 인도의 힌두력에는 고정된 날짜를 가지는 역법 기반의 6가지 계절 또는 리투가 있다: 바산타 (봄), 그리시마 (여름), 바르샤 (계절풍), 샤라다 (가을), 헤만타 (초겨울), 시시라 (초봄 또는 늦겨울). 6가지 계절은 힌두력 12개월 중 각각 2개월에 배정된다. 대략적인 대응은 다음과 같다:
| 힌두 계절 | 시작      | 종료      | 힌두 달              | 영어 이름으로의 매핑 |
| --------- | --------- | --------- | -------------------- | -------------------- |
| 바산타    | 3월 중순  | 5월 중순  | 차이트라, 바이샤카   | 봄                   |
| 그리시마  | 5월 중순  | 7월 중순  | 제쉬타, 아샤다       | 여름                 |
| 바르샤    | 7월 중순  | 9월 중순  | 슈라바나, 바드라파다 | 계절풍               |
| 샤라다    | 9월 중순  | 11월 중순 | 아슈빈, 카르티카     | 가을                 |
| 헤만타    | 11월 중순 | 1월 중순  | 아그라하야나, 파우샤 | 초겨울 또는 늦가을   |
| 시시라    | 1월 중순  | 3월 중순  | 마가, 팔구나         | 초봄 또는 늦겨울     |

벵골 달력도 비슷하지만 시작과 종료 시간이 다르다. 다음과 같은 계절 또는 리투가 있다:
| 벵골 계절 (ঋতু)              | 시작      | 종료      | 벵골 달              | 영어 이름으로의 매핑 |
| --------------------------- | --------- | --------- | -------------------- | -------------------- |
| 그리슈모 (গ্রীষ্ম)(여름)       | 4월 중순  | 6월 중순  | 바이샤크, 조이슈토   | 여름                 |
| 보르샤 (বর্ষা) (몬순)         | 6월 중순  | 8월 중순  | 아샤르, 스라본       | 몬순                 |
| 쇼로트 (শরৎ) (가을)         | 8월 중순  | 10월 중순 | 바드로, 아슈윈       | 가을                 |
| 헤몬토 (হেমন্ত) (서리/늦가을) | 10월 중순 | 12월 중순 | 카르티크, 오그로하욘 | 늦가을               |
| 시토 (শীত) (겨울)            | 12월 중순 | 2월 중순  | 푸쉬, 마그           | 겨울                 |
| 보손토 (বসন্ত) (봄)          | 2월 중순  | 4월 중순  | 팔군, 초이트로       | 봄                   |

오리야 달력도 비슷하지만 시작과 종료 시간이 다르다.
| 오리야 계절 (ଋତୁ) | 계절    | 오리야 달           | 그레고리  |
| ---------------- | ------- | ------------------- | --------- |
| ଗ୍ରୀଷ୍ମ 그리쉬모    | 여름    | 바이샤크–제슈토     | 4월–6월   |
| ବର୍ଷା 바르샤       | 몬순    | 아샤드–슈라본       | 6월–8월   |
| ଶରତ 샤라트       | 가을    | 바드라브–아슈윈     | 8월–10월  |
| ହେମନ୍ତ 헤만타      | 겨울 전 | 카르티크–마르가시르 | 10월–12월 |
| ଶୀତ 시트          | 겨울    | 푸쉬–마그           | 12월–2월  |
| ବସନ୍ତ 바산타      | 봄      | 팔군–차이트라       | 2월–4월   |

타밀 달력은 6계절의 유사한 패턴을 따른다.
| 타밀 계절       | 그레고리력 달         | 타밀 달                |
| --------------- | --------------------- | ---------------------- |
| 무투베닐 (여름) | 4월 15일 ~ 6월 14일   | 치트라이 및 바이카시   |
| 카르 (몬순)     | 6월 15일 ~ 8월 14일   | 아니 및 아디           |
| 쿨리르 (가을)   | 8월 15일 ~ 10월 14일  | 아바니 및 푸라타시     |
| 문파니 (겨울)   | 10월 15일 ~ 12월 14일 | 아이파시 및 카르티카이 |
| 핀파니 (초봄)   | 12월 15일 ~ 2월 14일  | 마르가지 및 타미       |
| 일라베닐 (봄)   | 2월 15일 ~ 4월 14일   | 마아시 및 팡구니       |

## 달력 기반이 아닌 구분

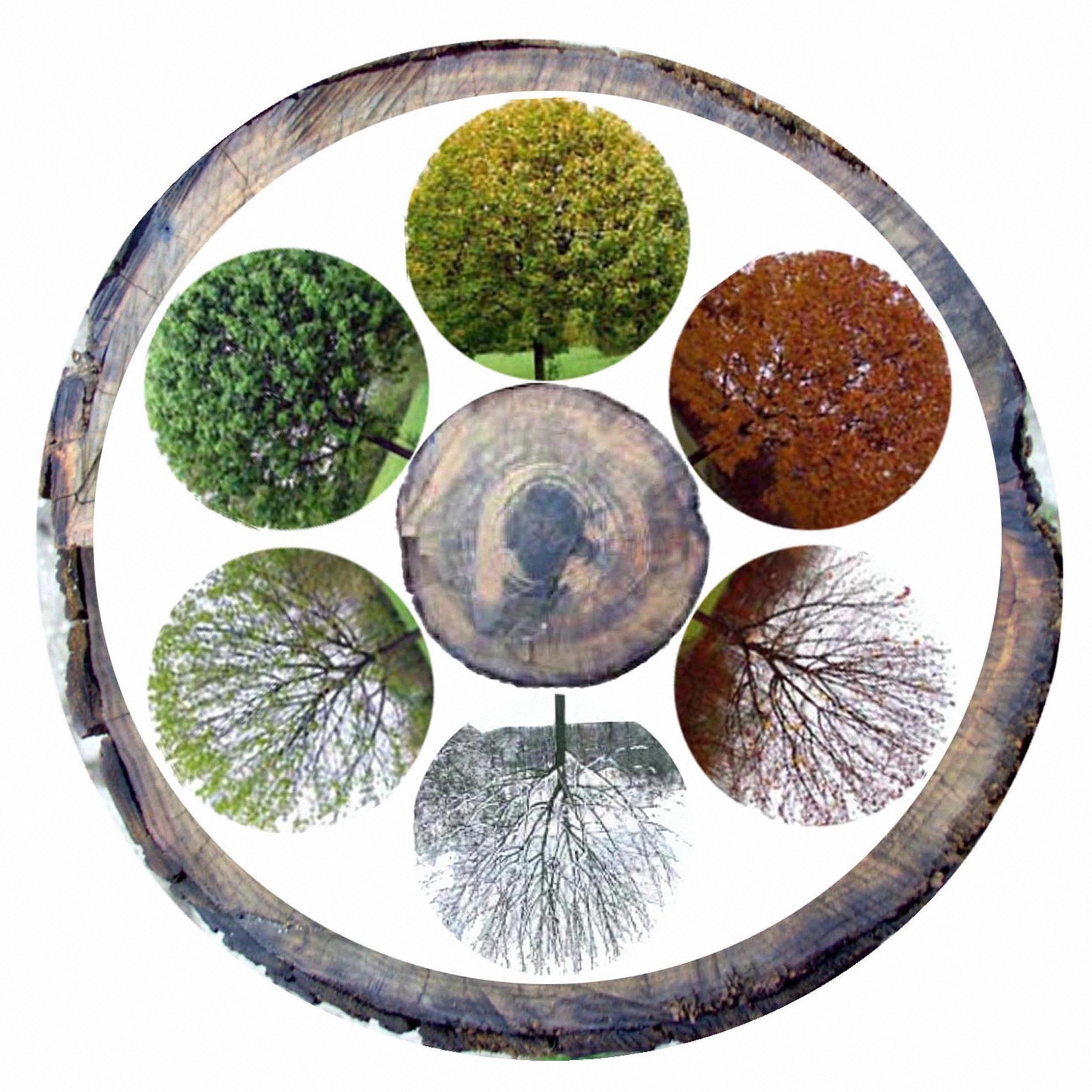
현대 중위도 생태 계절 6가지.
아래에서 시계 방향으로:
초봄, 봄, 한여름, 늦여름, 가을, 겨울

생태학적으로 말하면, 계절은 특정 유형의 식물 및 동물 사건만 일어나는 기간이다 (예: 꽃이 피는 봄, 고슴도치가 겨울잠을 자는 겨울). 따라서 일일 식물 및 동물 사건의 변화가 관찰될 수 있다면 계절이 변하고 있는 것이다. 이러한 의미에서 생태학적 계절은 계절이 상대적인 달력 기반 방식과 달리 절대적인 용어로 정의된다. 특정 생태 계절과 관련된 특정 조건이 특정 지역에서 일반적으로 발생하지 않는다면, 그 지역은 해당 계절을 정기적으로 경험한다고 말할 수 없다.

### 현대 중위도 생태계절
기상학적 및 천문학적 계절과 같이 고정된 달력 기반 날짜 없이 여섯 가지 생태 계절을 구분할 수 있다. 해양성 기후 지역은 대륙성 기후보다 겨울 계절의 시작을 최대 한 달 늦게 경험하는 경향이 있다. 반대로, 초봄과 봄 계절은 해양 및 해안 지역 근처에서 최대 한 달 일찍 시작된다. 예를 들어, 초봄 크로커스 꽃은 브리티시컬럼비아주 해안 지역과 브리튼 제도에서 빠르면 2월에 피지만, 미국 중서부 및 동유럽 일부 지역에서는 일반적으로 3월 또는 4월까지 피지 않는다. 각 계절의 실제 날짜는 기후 지역에 따라 다르며 해마다 변동될 수 있다. 여기에 나열된 평균 날짜는 북반구의 온화하고 시원한 온대 기후 지역을 위한 것이다.
- 초봄 (이른 봄 또는 봄 전): 2월 (온화한 온대)에서 3월 (시원한 온대)에 시작. 낙엽수 싹이 부풀기 시작한다. 일부 종류의 철새들이 겨울 서식지에서 여름 서식지로 날아간다.
- 봄 (본격적인 봄): 3월 중순 (온화한 온대)에서 4월 하순 (시원한 온대)에 시작. 나무 싹이 터서 잎이 나온다. 새들이 영토를 정하고 짝짓기와 둥지 짓기를 시작한다.
- 한여름 (한여름): 대부분의 온대 기후에서 6월에 시작. 나무는 완전히 잎이 무성하다. 새들이 부화하고 새끼를 키운다.
- 늦여름 (늦여름): 일반적으로 8월 중순에서 하순에 시작. 고위도 지역 (북위 45도 이상)에서는 낙엽수 잎이 색깔을 바꾸기 시작한다. 어린 새들이 성숙하여 다른 성체 새들과 합류하여 가을 이주를 준비한다. 전통적인 "수확기"는 9월 초에 시작된다.
- 가을 (본격적인 가을): 일반적으로 9월 중순에서 하순에 시작. 나무 잎은 완전한 색을 띠다가 갈색으로 변하여 땅에 떨어진다. 새들은 겨울 서식지로 다시 이동한다.
- 겨울 (본격적인 겨울): 12월 (온화한 온대), 11월 (시원한 온대)에 시작. 낙엽수는 앙상하고 떨어진 잎은 썩기 시작한다. 철새들은 겨울 서식지에 정착한다.

### 원주민 생태계절
북유라시아, 미주, 아프리카, 오세아니아, 오스트레일리아의 극지, 온대 및 열대 기후에 사는 원주민들은 전통적으로 주변 식물, 동물, 기상 활동을 관찰하여 계절을 생태학적으로 정의했다. 각 부족 집단은 북극 툰드라의 북극곰 동면부터 열대우림 식물의 성장기까지 지역적 기준에 따라 결정되는 다른 계절을 전통적으로 관찰한다. 오스트레일리아에서는 일부 부족이 연간 최대 8계절을 가지며, 스칸디나비아의 사미족도 마찬가지다. 더 이상 전통적인 유목 생활 방식으로 직접 땅에서 살지 않는 많은 원주민들은 이제 자신들의 특정 국가나 지역의 관습에 따라 현대적인 계절 계산법을 따르고 있다.
북미 크리족과 아마도 다른 알곤킨어를 사용하는 사람들은 6계절 시스템을 사용했거나 여전히 사용한다. 추가 두 계절은 강과 호수의 얼음이 얼거나 녹는 것을 나타낸다.
| 크리 계절  | 대략적인 달 | 영어 번역 |
| ---------- | ----------- | --------- |
| 피폰       | 1월/2월     | 겨울      |
| 세쿤       | 3월/4월     | 해빙기    |
| 미토스코민 | 5월/6월     | 봄        |
| 네핀       | 7월/8월     | 여름      |
| 투콰킨     | 9월/10월    | 가을      |
| 미키스카우 | 11월/12월   | 결빙기    |

서호주 남서부의 누가족은 마르-키옌 보나르(maar-keyen bonar) 또는 6계절을 인식한다. 각 계절의 도래는 달력 날짜가 아니라 변화하는 바람, 꽃 피는 식물, 기온, 이주 패턴과 같은 환경 요인에 의해 알려지며, 약 두 달 동안 지속된다. 계절은 또한 인간 조건의 측면과도 관련되어, 사람들의 삶을 주변 세계와 본질적으로 연결시키고, 각 계절마다 풍부하거나 요소로부터 안전한 지역을 방문하는 등 그들의 이동을 지시한다.
| 누가어족 계절         | 대략적인 달 | 문화적 병행   |
| --------------------- | ----------- | ------------- |
| 비라크 (첫 여름)      | 12월 ~ 1월  | 젊음의 계절   |
| 부누루 (두 번째 여름) | 2월 ~ 3월   | 청소년기 계절 |
| 제란 (가을)           | 4월 ~ 5월   | 성년기 계절   |
| 마쿠루 (첫 비)        | 6월 ~ 7월   | 비옥의 계절   |
| 질바 (두 번째 비)     | 8월 ~ 9월   | 잉태의 계절   |
| 캄바랑 (들꽃 계절)    | 10월 ~ 11월 | 출생의 계절   |

### 열대 지방

#### 두 계절
계절 날짜가 변하는 열대 지방에서는 장마 (또는 습윤, 또는 몬순) 계절과 건기를 언급하는 것이 더 흔하다. 예를 들어, 니카라과에서는 건기 (11월부터 4월)를 "여름"이라 부르고 우기 (5월부터 10월)를 "겨울"이라 부르는데, 이는 북반구에 위치함에도 불구하고 그렇다. 연중 햇빛의 양에는 눈에 띄는 변화가 없다. 대신, 많은 지역 (인도양 북부와 같은)은 다양한 몬순 비와 바람 주기를 가진다.
적도 근처의 식물 및 동물 활동 변화는 계절별 온도 변화보다는 건기/우기 주기에 더 의존하며, 몬순 계절 전, 중, 후에 특정 종이 특정 시기에 개화(또는 고치에서 나옴)한다. 따라서 열대 지방은 더 큰 계절 블록 시간 내에 수많은 "미니 계절"이 특징이다.
퀸즐랜드주 북부, 웨스턴오스트레일리아주 및 노던 준주의 오스트레일리아 열대 지역에서는 온대 계절 이름에 추가로 또는 대신에 건기와 우기가 관찰된다.
| 북반구 | 남반구 | 시작일   | 종료일    |
| ------ | ------ | -------- | --------- |
| 건기   | 우기   | 11월 1일 | 4월 30일  |
| 우기   | 건기   | 5월 1일  | 10월 31일 |

#### 세 계절
가장 역사적으로 중요한 것은 세 가지 계절—홍수, 성장, 저수—인데, 이는 이전에 나일강의 이집트 연간 홍수에 의해 정의되었다. 일부 열대 지역에서는 뜨거운 계절, 비 오는 계절, 시원한 계절의 세 가지 구분이 사용된다. 태국에서는 세 가지 계절이 인식된다.
| 태국 계절              | 달                   |
| ---------------------- | -------------------- |
| 루두 나오 (추운 계절)  | 10월 중순 ~ 2월 중순 |
| 루두 론 (더운 계절)    | 2월 중순 ~ 5월 중순  |
| 루두 폰 (비 오는 계절) | 5월 중순 ~ 10월 중순 |

### 극지방
북극권 북쪽 또는 남극권 남쪽의 모든 지점은 여름에 태양이 지지 않는 "극일" 기간과 겨울에 태양이 뜨지 않는 "극야" 기간을 가질 것이다. 위도가 점점 높아질수록 "백야"와 "극야"의 최대 기간은 점점 더 길어진다.
예를 들어, 캐나다 엘즈미어섬 북단에 위치한 군사 및 기상 관측소 얼러트 (북위 82°30′05″, 서경 62°20′20″, 북극점에서 약 450 해리 또는 830km)에서는 2월 말에 태양이 하루에 몇 분씩 지평선 위로 나타나기 시작하며 매일 더 높이 떠오르고 더 오래 떠 있다. 3월 21일에는 태양이 12시간 이상 떠 있다. 4월 6일에는 UTC 0522에 태양이 뜨는 것으로 인식되며, 9월 6일 UTC 0335에 다시 지평선 아래로 질 때까지 지평선 위에 머문다. 10월 13일에는 태양이 지평선 위에 겨우 1시간 30분만 떠 있으며, 10월 14일에는 아예 지평선 위로 뜨지 않고 2월 27일까지 지평선 아래에 머문다.
첫 햇빛은 1월 하순에 들어오는데, 이는 하늘에 박명이 있고, 태양 원반이 처음 지평선 위로 나타나기 한 달 이상 전부터 매일 점점 더 오랫동안 지평선에 빛이 비치기 때문이다. 11월 중순부터 1월 중순까지는 박명이 없다.
6월 21일 전후 몇 주 동안 북극 지방에서는 태양이 가장 높은 고도에 있어 지평선 아래로 내려가지 않고 하늘을 도는 것처럼 보인다. 결국 태양은 지평선 아래로 내려가며, 10월 중순까지 매일 점점 더 오랫동안 내려가다가 다음 해 2월까지 완전히 사라진다. 몇 주 동안 "낮"은 점점 짧아지는 박명 기간으로 표시된다. 결국 11월 중순부터 1월 중순까지는 박명이 없고 계속해서 어둡다. 1월 중순에는 첫 희미한 박명 빛이 짧게(하루에 몇 분만) 지평선에 닿기 시작하고, 2월 말 일출까지 매일 박명의 지속 시간과 밝기가 증가하며, 4월 6일부터 10월 중순까지 태양은 지평선 위에 머문다.

### 군사 작전 계절
계절별 기상 및 기후 조건은 군사 작전의 맥락에서 중요할 수 있다. 어떤 국가나 지역의 군대에서 계절 계산은 매우 유동적이며, 달력과는 무관하게 주로 단기 및 중기 기상 조건에 기반한다.
해군에게는 접근 가능한 항구와 기지의 존재가 연중 특정 (가변적인) 계절 동안 해군 작전을 허용할 수 있다. 부동항 또는 온수 항구의 가용성은 해군을 훨씬 더 효과적으로 만들 수 있다. 따라서 역사적으로 아르한겔스크 (18세기 이전) 및 크론시타트 사용에 국한되어 해상 활동이 제한적이었던 러시아는 발티스크, 블라디보스토크, 세바스토폴에 대한 접근을 유지하고 보존하는 데 특별한 관심을 가지고 있다.
폭풍 계절이나 극지 겨울 날씨는 해상의 수상 군함을 방해할 수 있다.
근대 이전의 군대, 특히 유럽에서는 여름철에 작전을 펼치는 경향이 있었다. 징집된 농민들은 수확 시기에 사라지는 경향이 있었고, 농업 사회에서 씨 뿌리는 시기를 소홀히 하는 것은 경제적으로 이치에 맞지 않았다.
현대의 기동전은 단단한 지면에서 이점을 얻는다. 여름은 행군과 수송에 적합한 건조한 조건을 제공할 수 있고, 겨울의 얼어붙은 눈도 일정 기간 동안 안정적인 표면을 제공할 수 있지만, 봄 해빙이나 가을 비는 작전 수행을 방해할 수 있다. 우기의 홍수는 강을 일시적으로 통행 불가능하게 만들 수 있으며, 겨울 눈은 산길을 막는 경향이 있다. 탈레반 공세는 보통 아프가니스탄 전투 시즌에 국한된다.

## 같이 보기
- 달